# Svenskar i Tyskland
Till svenskar i Tyskland och personer i Tyskland födda i Sverige räknas personer som är folkbokförda i Tyskland och som har sitt ursprung i Sverige. I Tyskland bor ungefär 30 000 svenskar,[när?] och landet är ett av de populäraste att bosätta sig i bland svenskar.

## Historik
Den svenska närvaron i Tyskland har månghundraårig tradition. Svenskar har historiskt uppehållit sig i det område som i dag utgör Tyskland för att  bland annat bedriva utlandsstudier, och för att arbeta.
Under 1800-talet och de stora utvandringsåren då svenskar, i synnerhet, emigrerade till USA, emigrerade samtidigt 26 528 svenskar till Tyskland, åren 1861–1910. Samtidigt tyder historikern Claudius Rieglers beräkningar på ett mångdubbelt större utvandrarantal, om 40–100 tusen.

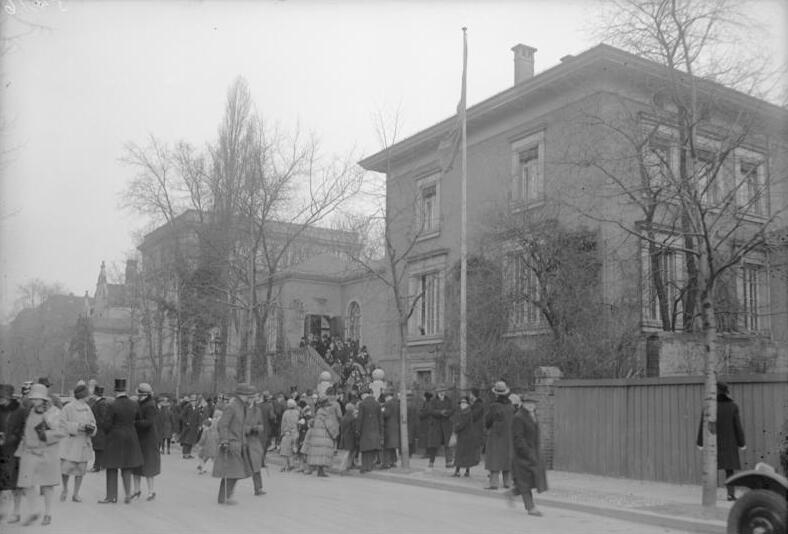
Svenska kyrkan i Berlin, 1928.

I Tyskland märks den svenska närvaron på flera sätt, bland annat på församlingsnivå. I Berlin återfinns en svensk skola och Victoriaförsamlingen – församling inom Svenska kyrkan. I Kiel byggdes en svensk kyrka efter första världskriget.